# Cesar Ninken
Cesar Ninken (仁賢天皇 Ninken-tenno), znan tudi kot Ninken-okimi, je 24. japonski cesar v skladu s tradicionalnim dednim nasledstvom. Njegovem vladanju ne moremo pripisati točnih datumov, a naj bi po konvencijah vladal med leti 488 in 498.

## Legendarna zgodba
Ninken je bil monarh iz konca 5. stoletja, a so informacije o njegovem življenju redke, virov za nadaljnje študije in verifikacijo pa ni dovolj.
V mladosti je bil znan kot princ Oke (億計). Z mlajšim bratom princem Vokejem/Okom sta nasledila cesarja Sejneja, ker ni imel lastnih otrok. Bila naj bi vnuka cesarja Ričuja, zaradi česar ju je cesar Sejnej posvojil, a ni jasno, ali so ju "našli" pred ali po cesarjevi smrti.
Okejev mlajši brat, ki so ga posmrtno poimenovali cesar Kenzo, je prvi zasedel prestol. Ta nenavadni dogovor sta brata sklenila med seboj.

## Ninkenova vladavina
Ko je cesar Kenzo umrl brez naslednika, ga je nasledil brat, princ Oke, kot cesar Ninken.
Njegov dejanski naziv je bil verjetno Sumeramikoto ali Amenošita Širošimesu Okimi (治天下大王, "veliki kralj, ki vlada pod nebesi"), saj se naziv tenno pojavi šele v času cesarja Tenmuja in cesarice Džito. Lahko da so ga nazivali z Jamato Okimi (ヤマト大王/大君, "veliki kralj Jamata").
Ninken se je poročil s hčerko cesarja Jurjakuja, Kasuga no Ojracume no Himemiko, svojo mrzlo sestrično. Njuna hčerka Taširaka se je kasneje poročila s cesarjem Kejtajem, naslednikom in možnim povzpetnikom na prestol po njenem bratu, in postala mati cesarja Kinmeja, prihodnjega monarha in linijskega predhodnika vseh prihodnjih cesarjev na Japonskem. Imel naj bi še drugo hčerko, princeso Tačibano, ki je postala žena Senku in mati princesi Ivahime, ki je postala družica cesarja Kinmeja in rodila cesarja Bidacuja, prihodnjega monarha in linijskega predhodnika sedanjih vseh kasnejših japonskih monarhov. Ninkena je nasledil njegov sin, cesar Burecu.
Dejansko mesto Burecujevega groba ni znano. Tradicionalno ga častijo v spominskem šintoističnem svetišču (misasagi) v Osaki. Cesarska hiša je posvetila to lokacijo kot njegov mavzolej. Uradno se imenuje Hanju no Sakamoto no misasagi.